# Wolf Werner
Wolf Werner (* 8. April 1942 in Kalisch, Wartheland, Deutsches Reich, heute Polen; † 29. Juni 2018 in Kiel) war ein deutscher Fußballspieler und -trainer. Er war zudem von 2007 bis 2014 Manager bei Fortuna Düsseldorf.

## Leben

### Spieler
Zunächst spielte Werner von 1956 bis 1962 bei CfR Hardt und war von 1962 bis 1969 bei TuRa Bremen in der Amateurliga aktiv. In den 1960er Jahren war er Zeitsoldat bei der Bundeswehr in Bremen-Burglesum.

### Trainer
Werner war bis 1979 Trainer der Amateurmannschaften VfB Komet Bremen, FC Steinhude, FC Stern Misburg, BSV Gleidingen und TuS Esens.
Von 1979 bis 1987 arbeitete er unter Jupp Heynckes als Assistenztrainer bei Borussia Mönchengladbach und übernahm dort 1987 die Funktion des Cheftrainers, die er bis 1989 ausübte. Mit Borussia Mönchengladbach wurde er zweimal Deutscher Nachwuchsmeister und erreichte Platz 6 und 7 mit der Profimannschaft. Unter ihm schaffte Stefan Effenberg den Durchbruch in der Bundesliga.
In die Vereinsgeschichte ging Werner allerdings auch ein, weil er der erste Borussentrainer war, der vor Vertragsende gehen musste. Im November 1989 wurde er nach einer 0:1-Niederlage gegen Bayer 05 Uerdingen am 17. Spieltag entlassen und durch Gerd vom Bruch ersetzt.
Im Anschluss trainierte er Amateur- und Nachwuchsmannschaften, unter anderem beim FC Bayern München (1990–1992) und dem SV Wilhelmshaven. Während der Weltmeisterschaft 1990 war er für die deutsche Mannschaft als Spielebeobachter tätig.

### Manager
Von 1996 bis 2007 war Werner bei Werder Bremen als Nachwuchsmanager beschäftigt. Mit dem Aufbau von organisierten Strukturen hatte Werner in insgesamt fast elf Jahren Tätigkeit großen Anteil daran, dass zahlreiche Talente wie Tim Borowski, Aaron Hunt, Nelson Valdez oder Christian Schulz den Sprung in die Bundesliga schafften. In seiner Zeit als Nachwuchsmanager holten die Mannschaften des Werder Leistungszentrums unter anderem die Deutsche A-Jugend-Meisterschaft 1999 und A-Jugend Vize-Meisterschaft 2000, die Deutsche Vize-Meisterschaft der B-Jugend 1999 sowie acht Norddeutsche Meistertitel der C-Junioren.
Ab dem 11. April 2007 bis Februar 2014 war Werner Manager bei Fortuna Düsseldorf. Von November 2007 bis Ende Dezember 2007 fungierte er zwischenzeitlich als Interimstrainer der Fortuna, da Trainer Uwe Weidemann nach nur zwei Siegen aus acht Partien vorzeitig entlassen worden war. Am 1. Januar 2008 verpflichtete Fortuna Düsseldorf Norbert Meier als neuen Trainer; fortan übernahm Werner wieder den Posten des Managers. Werner konnte in den folgenden Monaten talentierte junge Kräfte aus dem eigenen Nachwuchs einbinden und einige schlagkräftige Neuzugänge verpflichten, sodass Fortuna am 23. Mai 2009 beim Heimspiel gegen Werder Bremen II durch einen 1:0-Sieg die Rückkehr in die 2. Bundesliga feiern konnte.
Gemeinsam mit Norbert Meier als Trainer arbeitete Werner in den kommenden Jahren intensiv an der Weiterentwicklung und sportlichen Neudefinition der Fortuna. 2012 gelang der Fortuna unter ihnen nach 15 Jahren die Rückkehr in die Bundesliga.
Für Aufsehen sorgte Werner, als er 2012 den Fortuna-Spieler Andreas Lambertz von einem Interview mit dem Pay-TV-Sender Sky wegzerrte. Vorausgegangen waren seitens Sky angeblich negative Berichte über die Fortuna. Anfang Februar 2014 trat Werner als Sportvorstand zurück.
Am 29. Juni 2018 starb Werner im Alter von 76 Jahren während eines Urlaubsaufenthalts in Kiel an einer Aortablutung.
Jupp Heynckes verfasste einen persönlichen Nachruf im kicker (Ausgabe vom 2. Juli 2018) und lobte vor allem Werners menschliche Qualitäten: „Seine Kompetenz, sein Fachwissen, sein angenehmer Umgangston und seine menschlichen Qualitäten waren bereichernd.“ Fortunas Vorstandsvorsitzender Robert Schäfer würdigte Werner in einer vereinseigenen Pressemitteilung: „Mit ihm verliert Fortuna Düsseldorf eine seiner größten Persönlichkeiten. … Die ganze Fortuna-Familie verneigt sich in Trauer vor dem Menschen Wolf Werner und seiner Lebensleistung.“
Werner war zwei Mal verheiratet und hatte aus der zweiten Ehe drei Kinder.